# 로지텍 MX 레볼루션

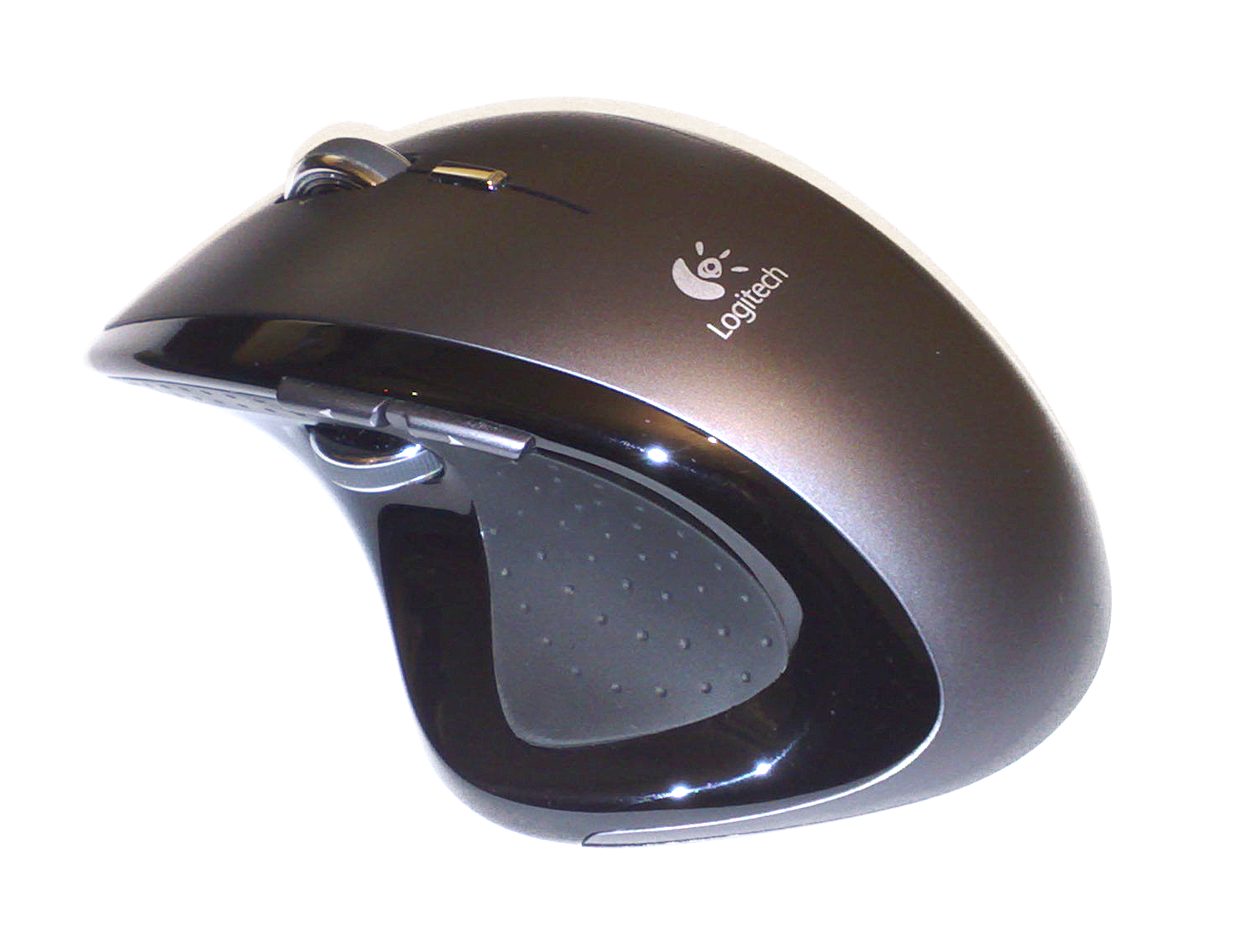
로지텍 MX 레볼루션

로지텍 MX 레볼루션(Logitech MX Revolution)은 로지텍이 2006년에 제조한 무선 레이저 마우스이다. MX 레볼루션은 자유 회전 스크롤 휠을 제공한 최초의 마우스이다. 이 휠을 사용하여 몇 초에 연속적인 스크롤을 허용한다. 로지텍 VX 레볼루션은 노트북 사용자를 위해 고안된 제품이다.

## 같이 보기
- 로지텍 VX 레볼루션
- 로지텍